# 方謙
方謙（1465年—？），字纯吉，號偉溪，南直隶徽州府祁门县城北人，明朝政治人物。

## 生平
二十五歲始发愤读书，有次在山斋过除夕夜，盗贼忖度其归家，入室則听见案头灯光闪烁，读书声不绝，等到半夜，声音愈加高昂，盗贼恚怒，失声道：明年便中汝。方谦笑着回应道：然。你先退下，當以钱米貸汝。贼人出去後，投掷钱米于窗外，读书如故。明年弘治二年果然中式己酉科應天府乡试第六十五名舉人，十二年（1499年）己未科會試第二百五十四名，三甲一百五十名進士，历任山西平阳县、直隶雄县、浙江鄞县知县，任鄞县時，劉瑾女姪殺人，官吏不敢捕捉，方谦怒叱，令立即拘捕入县衙，判处刑法。劉瑾知道後以别事中伤他，将其逮捕至锦衣卫诏狱，经年关押。劉瑾死後，子方復叩闕喊冤，得以释放。起补工部主事，管理芜湖钞关。著有《伟溪稿》。

## 家族
曾祖方從德；祖方思敬；父方邦本。母廖氏。具庆下。弟方諆、方训、方讓。